# Real Madrid Baloncesto
A Real Madrid Baloncesto profi kosárlabda csapat, 1931-ben alapították. Jelenleg a spanyol bajnokságban (ACB), és az Euroligában szerepel.

## Hazai arénák
- Fronton Fiesta Alegre (1955–65)
- Colegio Maravillas (1965)
- Raimundo Saporta Pavilion (1966–86)
- Palacio de Deportes de la Comunidad de Madrid (1986–1998)
- Polideportivo Parque Corredor in Torrejón de Ardoz (1998–1999)
- Raimundo Saporta Pavilion (1999–04)
- Palacio Vistalegre (2004–2010)
- Caja Mágica (2010-2011)
- Movistar Arena (2011-napjainkig)

## Játékosok

### Visszavonultatott mezszám(ok)
- 10 Fernando Martín, C, 1981–1986, 1987–1989

### Jelenlegi keret
| Poszt | Mezszám | Ország        | Név                  | Magasság | Tömeg  |
| ----- | ------- | ------------- | -------------------- | -------- | ------ |
| PG    | 4       | USA           | Smith Jr., Dennis    | 191 cm   | 93 kg  |
| SF    | 6       | Spanyolország | Abalde, Alberto      | 202 cm   | 95 kg  |
| PG    | 7       | Argentína     | Campazzo, Facundo    | 178 cm   | 84 kg  |
| G     | 8       | CAN           | Rathan-Mayes, Xavier | 191 cm   | 94 kg  |
| SF    | 9       | Spanyolország | Gonzalez, Hugo       | 198 cm   | 93 kg  |
| F     | 11      | CRO           | Hezonja, Mario       | 206 cm   | 110 kg |
| G/F   | 13      | BIH           | Musa, Džanan         | 205 cm   | 101 kg |
| F     | 14      | Argentína     | Deck, Gabriel        | 198 cm   | 105 kg |
| C     | 15      | SEN           | Gueye, Sidi          | 207 cm   | -      |
| F/C   | 16      | Spanyolország | Garuba, Usman        | 203 cm   | 115 kg |
| F/C   | 18      | Spanyolország | Ibaka, Serge         | 210 cm   | 107 kg |
| C     | 22      | CPV           | Tavares, Edy         | 220 cm   | 125 kg |
| G     | 23      | Spanyolország | Llull, Sergio        | 190 cm   | 94 kg  |
| PG    | 24      | DOM           | Feliz, Andrés        | 186 cm   | 92 kg  |
| F/C   | 30      | Spanyolország | Ndiaye, Eli          | 204 cm   | 95 kg  |

- a vastagon szedettek válogatott játékosok

## Edzők
- Ángel Cabrera 1930-33
- Juan Castellví 1933-34
- Máximo Arnáiz 1934-35
- Segundo Braña 1935-36
- ACholo Méndez 1939-43
- Anselmo López 1943-45,  1946-47
- José Borrero 1948-48
- Felipe Kaimo Calderón 1948-49
- Freddy Borrás 1949-54
- Ignacio Pinedo 1954-58, 1990-91
- Jacinto Ardevínez 1958-59
- Pedro Ferrándiz 1959-1962, 1964-65, 1966-75
- Joaquín Hernández 1962-1964
- Robert Busnel 1965-66
- Lolo Sainz 1975-89
- George Karl 1989-90, 1991-92
- Wayne Brabender 1990
- Ángel González Jareño 1991
- Clifford Luyk 1992-1994, 1998-1999
- Željko Obradović 1994-1997
- Miguel Ángel Martín 1997
- Tirso Lorente 1998
- Sergio Scariolo 1999-02
- Javier Imbroda 2002-03
- Julio Lamas 2003-04
- Božidar Maljković 2004-06
- Joan Plaza 2006-09
- Ettore Messina 2009-2011
- Emanuele Molin 2011
- Pablo Laso 2011-2022
- Chus Mateo 2022-napjainkig

## Eredmények, helyezések

### Kupák
- Liga ACB (37):
  - 1957, 1958, 1959-60, 1960-61, 1961-62, 1962-63, 1963-64, 1964-65, 1965-66, 1967-68, 1968-69, 1969-70, 1970-71, 1971-72, 1972-73, 1973-74, 1974-75, 1975-76, 1976-77, 1978-79, 1979-80, 1981-82, 1983-84, 1984-85, 1985-86, 1992-93, 1993-94, 1999-2000, 2004-05, 2006-07, 2012-13, 2014-15, 2015-16, 2017-18, 2018-19, 2021-22, 2023-24
- Spanyol királyi kupa (29):
  - 1951, 1952, 1954, 1956, 1957, 1960, 1961, 1962, 1965, 1966, 1967, 1970, 1971, 1972, 1973, 1974, 1975, 1977, 1985, 1986, 1989, 1993, 2012, 2014, 2015, 2016, 2017, 2020, 2024
- EuroLiga (11):
  - 1963-64, 1964-65, 1966-67, 1967-68, 1973-74, 1977-78, 1979-80, 1994-95, 2014-15, 2017-18, 2022-23
- EuroCup (1):
  - 2006-07
- Triple Crown (3):
  - 1964-65, 1973-74, 2015-15
- Saporta kupa (4):
  - 1983-84, 1988-89, 1991-92, 1996-97
- Korać kupa (1):
  - 1987-88
- Európai szuperkupa (3):
  - 1984, 1988, 1989
- Interkontinentális kupa (5):
  - 1976, 1977, 1978, 1981, 2015
- Latin kupa (1):
  - 1953
- Spanyol szuperkupa (10):
  - 1984-85, 2012, 2013, 2014, 2018, 2019, 2020, 2021, 2022, 2023

### Egyéni díjak
ACB legértékesebb játékosa
- Arvydas Sabonis – 1994, 1995
- Dejan Bodiroga – 1998
- Tanoka Beard – 1999
- Felipe Reyes – 2009, 2015
- Nikola Mirotić – 2013
- Sergio Llull – 2017
- Luka Dončić – 2018
- Facundo Campazzo – 2024

ACB döntő legértékesebb játékosa
- Arvydas Sabonis – 1993, 1994
- Alberto Angulo – 2000
- Louis Bullock – 2005
- Felipe Reyes – 2007, 2013
- Sergio Llull – 2015, 2016
- Rudy Fernández – 2018
- Facundo Campazzo – 2019
- Edy Tavares – 2022
- Džanan Musa - 2024

Spanyol kupa legértékesebb játékosa
- Sergio Llull – 2012, 2017
- Nikola Mirotić – 2014
- Rudy Fernández – 2015
- Gustavo Ayón – 2016
- Facundo Campazzo – 2020, 2024

Spanyol szuper kupa legértékesebb játékosa
- Rudy Fernández – 2012
- Sergio Rodríguez – 2013
- Sergio Llull – 2014, 2018, 2021
- Facundo Campazzo – 2019, 2020, 2023
- Edy Tavares – 2022

ACB Hárompontosdobó verseny
- Alberto Herreros – 1998, 1999
- Alberto Angulo – 2000
- Louis Bullock – 2004, 2006, 2008
- Jaycee Carroll – 2015, 2016

ACB Slam Dunk bajnokság
- Mickaël Gelabale – 2004, 2005

EuroLiga legértékesebb játékosa
- Sergio Rodríguez – 2014
- Sergio Llull – 2017
- Luka Dončić – 2018

EuroLiga Final Four legértékesebb játékosa
- Arvydas Sabonis – 1995
- Andrés Nocioni – 2015
- Luka Dončić – 2018
- Edy Tavares – 2023

FIBA Interkontinentális Kupa legértékesebb játékosa
- Walter Szczerbiak – 1977
- Sergio Llull – 2015

All-ACB First Team
- Elmer Bennett – 2004
- Felipe Reyes – 2007, 2008, 2009, 2015
- Ante Tomić – 2011
- Sergio Llull – 2012, 2015, 2017
- Rudy Fernández – 2013, 2014
- Nikola Mirotić – 2013, 2014
- Sergio Rodríguez – 2013, 2014, 2016
- Luka Dončić – 2018
- Facundo Campazzo – 2019, 2020, 2024
- Edy Tavares – 2019, 2021, 2023
- Džanan Musa - 2023

All-ACB Second Team
- Gustavo Ayón – 2016
- Anthony Randolph – 2017
- Facundo Campazzo – 2018
- Edy Tavares – 2020, 2022

All-EuroLeague First Team
- Rudy Fernández – 2013, 2014
- Sergio Rodríguez – 2014
- Felipe Reyes – 2015
- Sergio Llull – 2017
- Luka Dončić – 2018
- Edy Tavares – 2021, 2022, 2023
- Džanan Musa – 2023
- Facundo Campazzo – 2024

All-EuroLeague Second Team
- Sergio Llull – 2011
- Nikola Mirotić – 2013, 2014
- Rudy Fernández – 2015
- Gustavo Ayón – 2016, 2017
- Edy Tavares – 2019, 2024
- Mario Hezonja - 2024

EuroLiga feltörekvő tehetség
- Nikola Mirotić – 2011, 2012
- Luka Dončić – 2017, 2018
- Usman Garuba – 2021

EuroLiga legjobb védekező játékosa
- Edy Tavares – 2019, 2021, 2023

## Real Madrid NBA csapatok ellen
| Dátum             | Eredmény                                            | Helyszín                    |
| ----------------- | --------------------------------------------------- | --------------------------- |
| 1988. október 23  | Boston Celtics 111– 96 Real Madrid                  | Palacio de Deportes, Madrid |
| 1993. október 22. | Phoenix Suns 145– 115 Real Madrid                   | Olympiahalle, München       |
| 2007. október 11. | Toronto Raptors 103– 104 Real Madrid                | Palacio de Deportes, Madrid |
| 2009. október 8.  | Utah Jazz 109– 87 Real Madrid                       | Palacio de Deportes, Madrid |
| 2012. október 6.  | Real Madrid 93-105 Memphis Grizzlies                | FedExForum, Memphis         |
| 2012. október 8.  | Real Madrid 95-102 Toronto Raptors                  | Air Canada Centre, Toronto  |
| 2015.október 8.   | Boston Celtics 111– 96 Real Madrid                  | Barclaycard Center, Madrid  |
| 2016. október 3.  | Oklahoma City Thunder 137– 142 (hossz.) Real Madrid | Barclaycard Center, Madrid  |
| 2023. október 10. | Dallas Mavericks 123–127 Real Madrid                | WiZink Center, Madrid       |

## Külső hivatkozások
- Hivatalos weboldal (spanyolul) / (angolul) / (japánul)
- Euroleague.net
- ACB.com (spanyolul)
- Basketpedya.com - lista a csapat játékosairól